# Kirkus Reviews
«Kirkus Reviews» (англ. огляди Кіркус) — американський книжковий журнал, заснований у 1933 році Вірджинією Кіркус. Штаб-квартира видавця журналу Kirkus Media розташована в Нью-Йорку. «Kirkus Reviews» присуджує щорічну премію Кіркус авторам художньої літератури, документальної літератури та літератури для молодих читачів.
«Kirkus Reviews» виходить 1 та 15 числа кожного місяця й містить попередній огляд книг перед їх публікацією. Журнал рецензує понад 10000 книг на рік.

## Історія
У 1926 році Harper & Brothers найняли Вірджинію Кіркус для створення відділу дитячих книг. У 1932 році відділ був ліквідований з економічних причин. Однак роком пізніше Луїза Реймонд, секретарка, яку найняла Кіркус, знову запустила відділ. Однак Кіркус пішла й незабаром заснувала власну службу з рецензування книг. Вона організувала отримання гранок книг перед їх публікацією. Почавши з відносно невеликої кількості книг, з часом служба стала щотижня отримувати сотні книг і рецензувати близько 100 з них.
Початкову назву «Bulletin by Kirkus Bookshop Service from 1933 to 1954» з 1 січня 1955 року змінили на «Bulletin from Virginia Kirkus' Service», 15 грудня 1964 року скоротили до «Bulletin from Virginia Kirkus' Service», у 1967 — до «Kirkus Service», а у випуску від 1 січня 1969 року видання отримало свою поточну назву «Kirkus Reviews».

## Право власності
У 1970 році «The New York Review of Books» придбав «Kirkus Reviews», а потім перепродав його Барбарі Бейдер і Джошу Рубінсу, які не тільки володіли виданням, а й працювали його редакторами. У 1985 році консультант журналу Джеймс Кобак придбав «Kirkus Reviews». Девід Лебретон купив журнал у Кобака в 1993 році. BPI Communications, що належить нідерландському видавництву VNU, купила «Kirkus» у Лебретона у 1999 році. Наприкінці 2009 року компанія оголосила про припинення діяльності «Kirkus».
10 лютого 2010 року бізнесмен Герберт Саймон придбав журнал у VNU, на той час вже перейменованого на The Nielsen Company або Nielson NV. Умови продажу не розголошувались. Згодом компанію перейменували на «Kirkus Media», а видавцем став ветеран книжкової індустрії Марк Вінкельман.

## Рецензування
«Kirkus Reviews» має традиційну програму рецензування, яка не вимагає оплати за рецензії. «Kirkus Reviews» також пропонує інді-програму, яка дозволяє авторам книжок купувати рецензії, але не змінювати їх та не впливати на них. Автор книги може сам обирати, чи публікувати таку платну рецензію на вебсайті «Kirkus». Якщо платна рецензія опублікована на сайті, на розсуд редактора «Kirkus» вона також може бути опублікована в журналі чи електронному інформаційному бюлетені.

## Премія Кіркус
У 2014 році «Kirkus Reviews» заснував премію Кіркус у розмірі 50 000 доларів, яку щорічно присуджує авторам художньої та наукової літератури, а також літератури для молодих читачів.